# Route nationale 7 (Slovénie)
Pour les articles homonymes, voir G7 et Route nationale 7.
La route nationale 7 (slovène : Glavna cesta 7), abrégée en G7 ou G1-7, est une route nationale slovène allant de la frontière croate à la frontière italienne, via Kozina. Sa longueur est de 30,3 km. Elle fait partie de la route européenne 61.

## Histoire
Avant 1998, la route nationale 7 était numérotée M12,.

## Tracé
- Croatie D 8
- Starod (en)
- Račice (en)
- Podgrad (en)
- Obrov (en)
- Gradišče pri Materiji (en)
- Markovščina (en)
- Povžane (en)
- Materija (en)
- Tublje pri Hrpeljah (en)
- Hrpelje
- Kozina
- Nasirec (en)
- Krvavi Potok (en)
- Italie SS 14